# Labrador (regione)
Il Labrador (anche Costa del Labrador) è una regione del Canada Atlantico. Insieme con l'isola di Terranova, da cui è separato dallo Stretto di Belle Isle, costituisce la provincia di Terranova e Labrador. La regione è parte della ben più grande Penisola del Labrador. Deriva dal nome dell'esploratore portoghese João Fernandes Lavrador (1453-1505) che raggiunse queste terre nel 1498.
La popolazione del Labrador è di soli 27 197 abitanti (censimento 2016), compresi un 30% che fanno parte di alcuni popoli aborigeni, quali Inuit, Innu, e Métis. La densità è bassissima, poiché il Labrador ha una superficie (comprese le piccole isole prospicienti e le acque interne) di 294 330 km², all'incirca la dimensione dell'Italia. Escluse le acque, le terre si estendono per 269 073,30 km². L'antica capitale era Battle Harbour. Il nome Labrador è uno dei più antichi nomi di origine europea del Canada, al pari di Terranova.
La maggior parte dei primi insediamenti non aborigeni avevano la funzione di villaggi per i pescatori, missioni o avamposti per il commercio delle pellicce; a questi oggi si sono aggiunti altri richiami di natura economica, fra cui le miniere di ferro e lo sviluppo idroelettrico, oltre che le installazioni di tipo militare. Un tempo le difficoltà dei collegamenti marittimi a queste latitudini e la mancanza di infrastrutture di trasporto scoraggiavano qualsiasi tipo di insediamento. Le prime missioni di tipo religioso sono datate 1760. La Compagnia della Baia di Hudson controllò questi territori fino al 1870, mentre alla fine dell'Ottocento vi giunse la missione di Wilfred Grenfell.

## Storia
I primi insediamenti nel Labrador erano legati al mare, come dimostrano i Montagnais (o Innu) e gli Inuit, sebbene questi popoli fecero anche significative incursioni nell'entroterra. Si ritiene che i norvegesi siano stati i primi europei ad avvistare il Labrador intorno al 1000 d.C. L'area era conosciuta come "Markland" in norvegese groenlandese e i suoi abitanti erano conosciuti come "Skræling".
Nel 1499 e nel 1500, gli esploratori portoghesi João Fernandes Lavrador e Pro de Barcelos raggiunsero quello che probabilmente oggi era Labrador, da cui si crede sia l'origine del nome. La mappa del mondo di Maggiolo, 1511, mostra un solido continente eurasiatico che va dalla Scandinavia intorno al Polo nord, compresa la costa artica dell'Asia, a Terranova-Labrador e Groenlandia. Sull'estremo promontorio nord-orientale del Nord America, i toponimi di Maggiolo includono "Terra de los Ingres" (Terra degli inglesi) e "Terra de Lavorador de rey de portugall" (Terra del Lavrador del re del Portogallo). Più a sud, notiamo "Terra de corte real e de rey de portugall" (Terra di "Corte-Real" e del Re del Portogallo) e terra de pescaria (Terra di pesca).
Nella cartina Wolfenbüttel del 1532, ritenuta opera di Diogo Ribeiro, lungo la costa della Groenlandia, è stata aggiunta la seguente leggenda: poiché colui che per primo l'avvistò era un contadino delle Isole Azzorre, questo nome rimane legato a quel paese. Si crede che sia João Fernandes. Per i primi sette decenni circa del sedicesimo secolo, il nome Labrador è stato talvolta applicato anche a quella che conosciamo come Groenlandia. Labrador ("lavrador" in portoghese) significa agricoltore o agricoltore di un tratto di terra (da "lavoro" in latino) - la terra del lavoratore. L'insediamento europeo era in gran parte concentrato nelle comunità costiere, in particolare quelle a sud di St. Lewis e Cape Charles, e sono tra i più antichi insediamenti europei del Canada.
Nel 1542 i marinai baschi sbarcarono in un porto naturale sulla costa nord-orientale dello Stretto di Belle Isle. Hanno dato a questa "nuova terra" il nome latino Terranova. Intorno alla baia fu allestita una stazione baleniera, che chiamarono Butus e che ora è chiamata Baia Rossa per le tegole di terracotta rossa che portavano con sé. Una nave baleniera, la San Juan, vi affondò nel 1565 e fu sollevata nel 1978.
I fratelli moravi di Herrnhut, in Sassonia, andarono per la prima volta sulla costa del Labrador nel 1760 per assistere le tribù migratorie Inuit lì. Hanno fondato Nain, Okak, Hebron, Hopedale e Makkovik. Abbastanza poveri, gli insediamenti europei e delle Prime Nazioni lungo la costa del Labrador hanno beneficiato di navi mercantili e di soccorso che facevano parte della missione Grenfell. Per tutto il 20º secolo, le navi da carico e i traghetti costieri operati inizialmente dalla Newfoundland Railway e successivamente dalla Canadian National Railway/CN Marine/Marine Atlantic sono diventati un'ancora di salvezza fondamentale per le comunità sulla costa, che per la maggior parte di quel secolo non avevano alcun collegamento stradale con il resto del Nord America.
Il Labrador era all'interno della Nuova Francia principalmente nel 1748. Tuttavia, il Trattato di Parigi (1763) che pose fine alla guerra franco-indiana trasferì la Nuova Francia (incluso il Labrador sebbene escluse le isole di Saint-Pierre e Miquelon a sud-ovest di Terranova) agli inglesi, che amministrarono l'area come Provincia del Quebec fino a quando non la spaccò in due nel 1791, con il Labrador situato nel Basso Canada. Tuttavia, nel 1809 il governo imperiale britannico staccò il Labrador dal Basso Canada per il trasferimento alla colonia di Terranova separata e autonoma.